# Hans Frisk
Hans Georg Frisk, född 14 maj 1930 i Katarina församling i Stockholms stad, död 20 januari 2014 i Göteborgs Vasa församling i Västra Götalands län, var en svensk ingenjör och företagsledare.

## Biografi
Frisk avlade civilingenjörsexamen i skeppsbyggnad vid Tekniska högskolan i Stockholm 1955 och utnämndes samma år till mariningenjör i Mariningenjörkårens reserv. Han utnämndes till mariningenjör av andra graden 1957 och erhöll avsked 1958. Därefter var han teknisk chef vid Eriksbergs Mekaniska Verkstad, teknisk chef vid Rederi AB Zenit och verkställande direktör för Karlskronavarvet AB. Frisk var också General Manager och Chief Executive Officer vid Arab Shipbuilding and Repair Yard Company.
Hans Frisk invaldes 1984 som ledamot av Kungliga Krigsvetenskapsakademien och 1987 som ledamot av Kungliga Ingenjörsvetenskapsakademien.